# Museu Bíblic d'Història Natural
Museu Bíblic d'Història Natural és un petit museu situat a Betxèmeix, Israel, dedicat a la història natural de la Bíblia.
El museu va ser inaugurat en l'any 2014 pel rabí Natan Slifkin. Es descriu a si mateix com un museu d'història natural, que forma part d'un parc zoològic i té la intenció de millorar l'apreciació i la comprensió de les Escriptures i la tradició bíblica jueva a través de la natura. Els visitants poden obtenir una perspectiva dels animals que vivien a Israel durant els temps bíblics, fins i tot si ja no existeixen en l'actualitat, com els ossos i cocodrils. La visita inclou animals vius, taxidèrmia i exposicions d'esquelets, així com àudio i presentacions visuals.

## Galeria

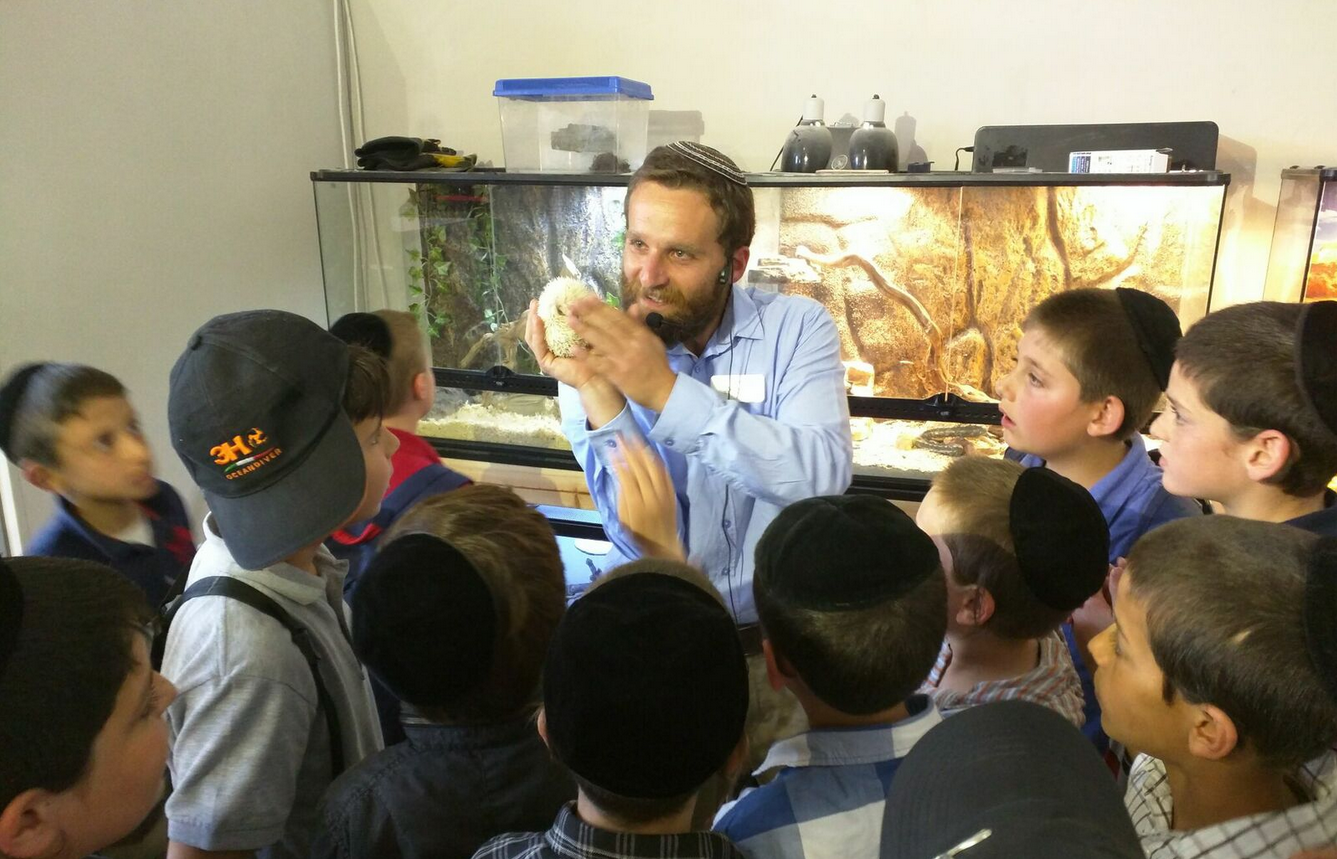
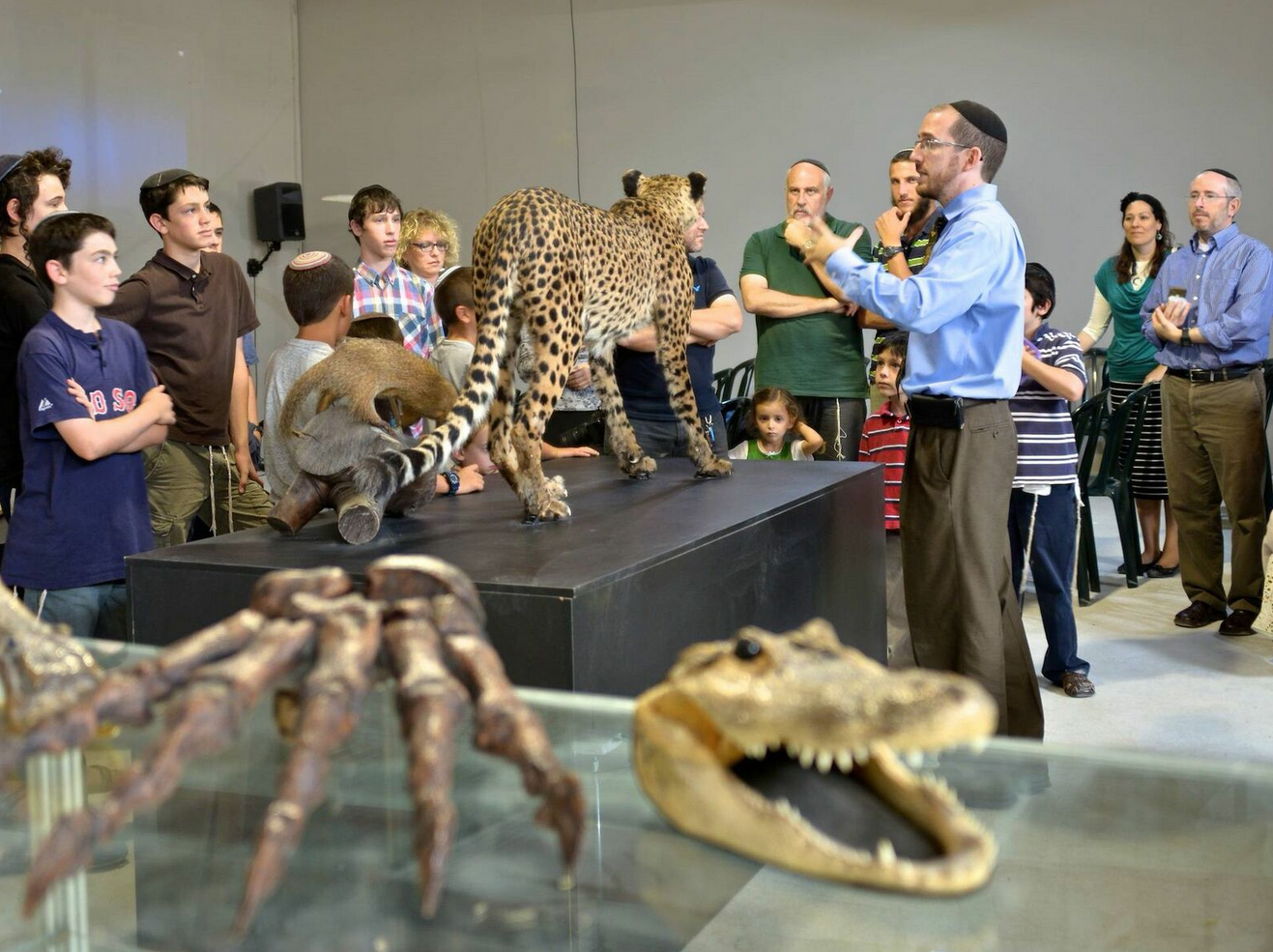